# Balenciaga
Balenciaga («Баленсиа́га») — дом моды, основанный в 1919 году испанским дизайнером Кристобалем Баленсиагой в Сан-Себастьяне и в настоящее время базирующийся в Париже. Balenciaga закрылся в 1968 году и вновь открылся под управлением нового владельца в 1986 году.
С 2001 года Balenciaga принадлежит французской группе Kering. Креативным директором бренда с 2015 до 2025 года являлся грузинский дизайнер Демна Гвасалия. 13 марта 2025 года стало известно, что Гвасалия покидает Balenciaga и возглавит бренд Gucci.

## История

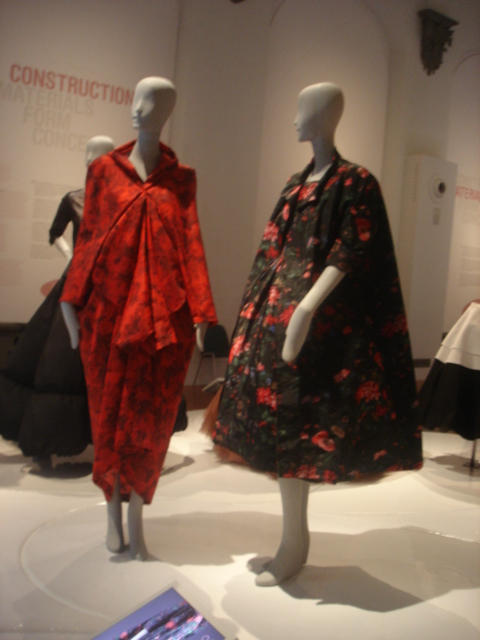
Одежда бренда Balenciaga на выставке во Флоренции, Италия

Кристобаль Баленсиага открыл свой первый бутик в Сан-Себастьяне (Испания) в 1919 году, позднее расширив свой бизнес за счёт филиалов в Мадриде и Барселоне. Среди клиентов дома Balenciaga были испанская королевская семья и аристократия, но когда испанская гражданская война заставила Баленсиагу закрыть свои магазины, он перебрался в Париж.
В Париже Баленсиага обосновался на авеню Георга V в августе 1937 года. На первом показе мод он продемонстрировал дизайн с сильным влиянием испанского Ренессанса — Balenciaga представил на суд зрителей стиль ампир, считавшийся новинкой для того времени. Успех последовал незамедлительно. В течение первых двух лет после открытия французская пресса восхваляла Баленсиагу как революционера, его идеи были очень востребованы. Кармел Сноу, редактор Harper's Bazaar с 1934 по 1958, была одним из первых участников его проектов.
Популярность Баленсиаги была настолько велика, что даже во время Второй мировой войны клиенты, рискуя своей безопасностью, приезжали в Париж, чтобы увидеть его новинки. В этот период он был отмечен за своё «квадратное пальто».
Однако только в послевоенные годы стал очевиден полный масштаб изобретательности этого оригинального дизайнера. Его линии стали более линейными и гладкими, отклоняясь от формы песочных часов, популяризированной «Новым обликом» Кристиана Диора. Гибкость его силуэтов позволила ему манипулировать отношениями между одеждой и женскими телами. В 1951 году Баленсиага полностью изменил силуэт, расширив плечи и сняв талию. Его манипуляция талией, в частности, способствовала «тому, что считается его самым важным вкладом в мир моды: новому силуэту для женщин».
В 1960-х годах Баленсиага был новатором в использовании тканей: он тяготел к тяжёлым тканям, сложной вышивке и смелым материалам. Его творения, в том числе воронкообразные платья из жёсткого атласа, которые носили такие клиенты, как писательница Полин де Ротшильд, филантроп и коллекционер Банни Меллон, коллекционер Марелла Агнелли, супруга и мать никарагуанских диктаторов Сомоса Хоуп Портокарреро, редактор Harper’s Bazaar в 1963—1971 годах Глория Гиннесс и филантроп Мона фон Бисмарк — считались образцом от-кутюр в 1950-х и 1960-х годах. В 1960 году он разработал свадебное платье для будущей бельгийской королевы Фабиолы. Джеки Кеннеди охотно покупала дорогие творения Баленсиаги, расстраивая Джона Ф. Кеннеди, который, будучи президентом США, опасался, что американская публика может подумать, что траты на покупки слишком расточительны. В конце концов покупки Джеки были незаметно оплачены её тестем Джозефом Кеннеди.

### Протеже
Несколько дизайнеров, которые работали в доме Balenciaga, позднее открыли свои успешные дома моды, в частности Оскар де ла Рента (1949), Андре Курреж (1950), Эмануэль Унгаро (1958), но самым известным протеже был Юбер де Живанши, который был принят в Синдикат высокой моды.

### Битва против прессы
В 1957 году Баленсиага решил показать свою коллекцию модной прессе за день до даты её поступления в розничную продажу, а не за четыре недели, как практиковалось в то время в индустрии моды. Не позволяя прессе узнать о дизайне его одежды до «дня икс», прежде чем новые вещи были отправлены в магазины, дизайнер тем самым надеялся ограничить пиратство и копирование своих моделей. Пресса выступила против подобного новшества, но Баленсиага и его протеже Живанши твёрдо стояли на своём. Их сторонники утверждают, что Кристиан Диор во многом преуспел в модной индустрии за счёт копирования силуэтов и покроя Баленсиаги, представляя их как свою собственную оригинальную работу, потому-то Кристобаль и не был заинтересован в раннем освещении средствами массовой информации своих коллекций.
В 1967 году оба дизайнера отменили своё решение и вернулись к традиционному графику.

### Битва против Синдиката и закрытие (1968)
Баленсиага решительно сопротивлялся правилам Синдиката высокой моды и, как следствие, никогда не был его членом. Хотя о нём говорят с огромным почтением, технически вещи Balenciaga никогда не были высокой модой.
Кристобаль Баленсиага закрыл свой дом моды в 1968 году и скончался в 1972 году. Дом был бездействующим до 1986 года.

### Второе открытие (1986)

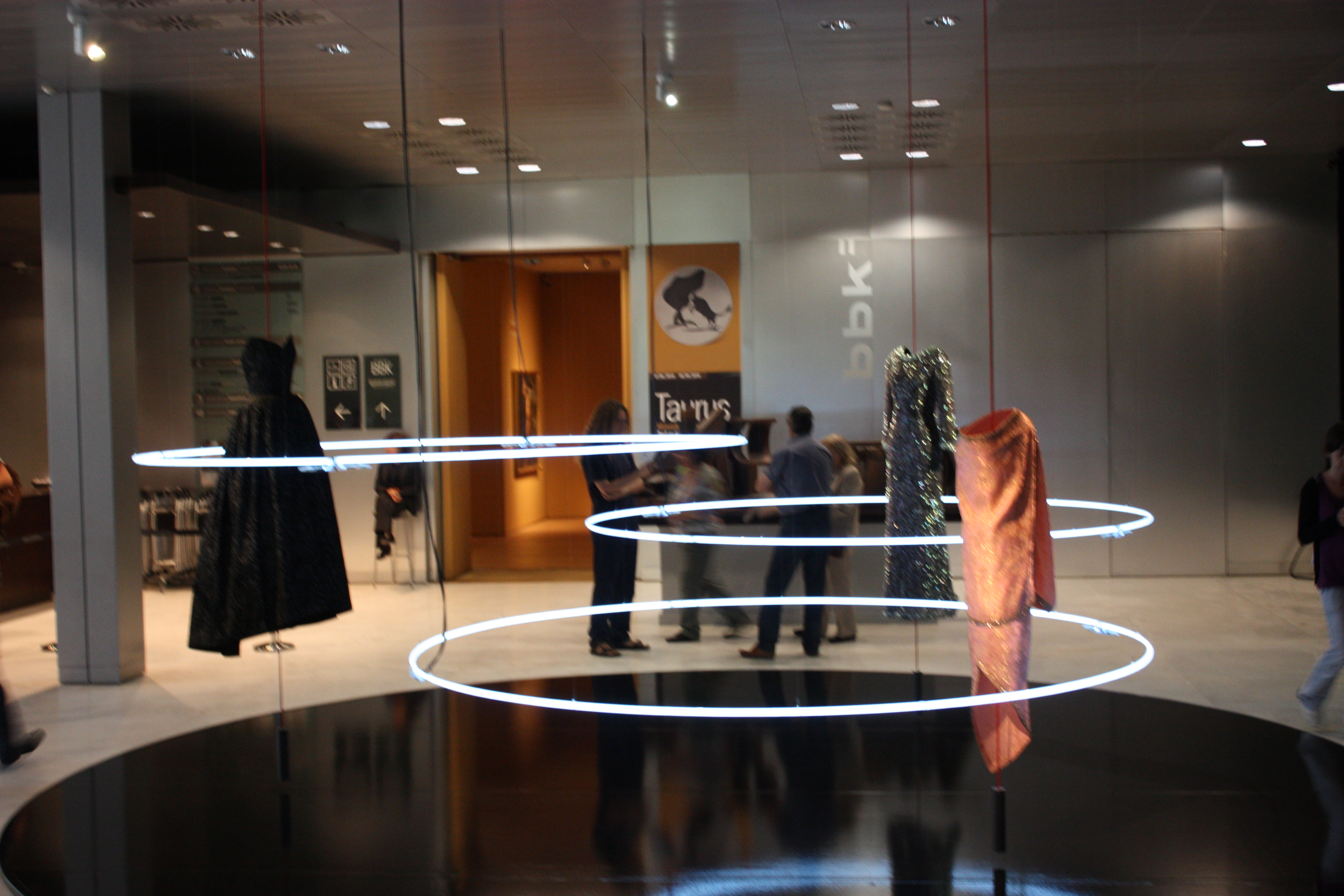
Выставка Balenciaga в Музее изобразительных искусств в испанском Бильбао

В 1986 году компания Jacques Bogart S.A. приобрела права на торговую марку Balenciaga и открыла новую линию одежды прет-а-порте «Le Dix». Первая коллекция была разработана в октябре 1987 года французским стилистом Мишелем Гома, который оставался в доме в течение следующих пяти лет. В 1992 году его сменил голландский дизайнер Джозеф Тимистер, который начал восстановление бренда Balenciaga до элитного статуса высокой моды. Во время работы Тимистера креативным директором к дому присоединился французский дизайнер Николя Жескьер, в 1997 году сам возглавивший компанию и занимавший свой пост рекордные пятнадцать лет.
В 1992 году Дом Баленсиаги создал одежду для французской команды, участвовавшей в летних Олимпийских играх 1992 года в Барселоне.
Ныне дом Balenciaga принадлежит французской модной группе Kering, ранее известной как Pinault-Printemps-Redoute (PPR), а его креативным директором с 2015 года является грузинский дизайнер Демна Гвасалия.
Balenciaga имеет восемь эксклюзивных бутиков в США, в том числе в Нью-Йорке на 22-й улице, Лос-Анджелесе на Мелроуз-авеню, два в Лас-Вегасе, в Caesars Palace и на Лас-Вегас-Стрип в Crystals at CityCenter, а также в Коста-Меса (Ориндж, Калифорния), Гонолулу, Бэл-Харбор (Майами-Дейд, Флорида) и в Далласе (штат Техас).
24 марта 2011 года в Сан-Франциско в Музее де Янга состоялось открытие выставки «Баленсиага и Испания», посвящённой карьере Кристобаля Баленсиаги. Выставка включала в себя множество моделей Balenciaga из коллекции костюмов Музея, которая может похвастаться впечатляющими запасами творений дизайнера.

#### При Александре Ване (2012—2015)
В ноябре 2012 года Balenciaga объявила о расставании с креативным директором Николя Жескьером, завершив его 15-летнее пребывание на посту. Бренд объявил Александра Вана новым креативным директором. Ван представил свою первую коллекцию для бренда 28 февраля 2013 года на Неделе моды в Париже. В 2014 году Суд высшей инстанции Парижа назначил дату судебного разбирательства по иску Balenciaga против Жескьера. Balenciaga утверждала, что комментарии Жескьера в журнале System нанесли ущерб имиджу компании. Получивший широкую огласку иск был рассмотрен во внесудебном порядке.
В июле 2015 года Balenciaga объявила о расставании с креативным директором Александром Ваном после трёх лет работы. Показ весна-лето 2016 стал его последним, на нём была представлена белая одежда для отдыха из мягких натуральных тканей.

#### При Демне Гвасалия (2015—2025)
В начале октября 2015 года бренд назначил Демну Гвасалию своим новым креативным директором.

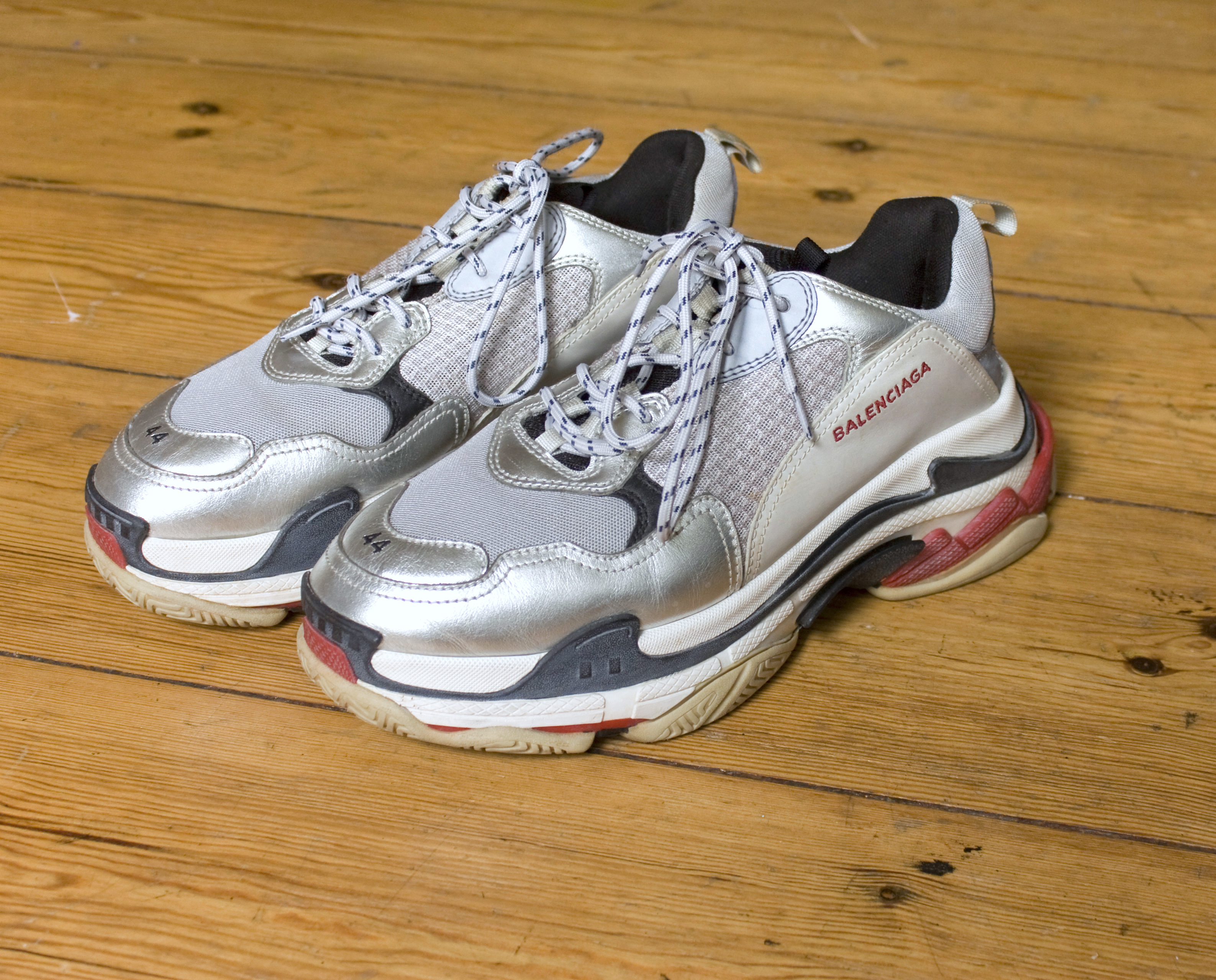
Кроссовки Balenciaga Triple S

Назначение Гвасалия стало шоком в мире моды. Некоторым критикам моды идея понравилась, и они похвалили Kering за то, что они нанимают сотрудников, основываясь на таланте, в то время как другие сочли этот выбор «рискованным» или «нестандартным». Некоторые ученики Кристобаля Баленсиаги были в ярости от выбора креативного директора, который делал уличную одежду основной частью коллекции Balenciaga. Широкую популярность получили вышедшие в 2017 году кроссовки Triple S. Американский кутюрье Ральф Руччи отправил Гвасалии письмо со словами: «Я имею право сказать вам, сэр, что вы совершенно не имеете права быть директором этого дома. Кроссовки». Гвасалия никогда не был заинтересован в производстве того, что он называет «ретинальной» модой — одежды, которая радует только глаз. Его критики и сторонники говорят, что некоторые его модели откровенно уродливы. Художник и критик Хито Штайерль сравнил продвижение Balenciaga с кампаниями Дональда Трампа и Brexit, который используют «динамику шока и последующей нормализации».
В августе 2021 года Джастин Бибер был объявлен новым лицом Balenciaga. Когда Гвасалия пришёл в Balenciaga в 2015 году, объём продаж составлял около 350 миллионов долларов. К 2022 году продажи выросли примерно до 2 миллиардов долларов.
За первый квартал 2025 года продажи Balenciaga упали на 14%.

## Креативные директора
- 1919 — 1968 — Кристобаль Баленсиага
- 1987 — 1992 — Мишель Гома[фр.]
- 1992 — 1997 — Джозеф Тимистер[англ.]
- 1997 — 2012 — Николя Жескьер
- 2012 — 2015 — Александр Ван[21][22]
- 2015 — 2025 — Демна Гвасалия
- с 2025 — Пьерпаоло Пикколи